# 奥鲍伊区
奥鲍伊区，是匈牙利费耶尔州的一个区，总面积467.16平方公里，总人口24095人（2007年1月1日），人口密度51.6人/平方公里。中心城市位于Aba。

## 辖区
奥鲍伊区包含9个市镇。